# Siniša Glavašević
Siniša Petar Glavašević (ur. 4 listopada 1960 w Vukovarze, zm. 20 listopada 1991 na farmie Ovčara w Chorwacji) – chorwacki dziennikarz, publicysta i prozaik, zamordowany przez serbskie oddziały paramilitarne podczas bitwy o Vukovar. Stał się symbolem chorwackiego dziennikarstwa wojennego oraz jednym z bohaterów narodowych podczas wojny w Chorwacji o niepodległość w latach 1991–1995, za co pośmiertnie został odznaczony Orderem Księcia Domagoja (chorw. Red kneza Domagoja s ogrlicom) w 2011 roku.

## Życiorys
Siniša Glavašević urodził się w Vukovarze w 1960 roku. W rodzinnym mieście uczęszczał do szkoły podstawowej i do szkoły średniej, zaś w 1983 roku ukończył komparatystykę i bibliotekoznawstwo na Wydziale Filozoficznym Uniwersytetu w Sarajewie. Po ukończeniu studiów pracował jako nauczyciel w miejscowości Lovas i w Vukovarze (w dzielnicy Borovo naselje). W 1989 roku zatrudnił się w Chorwackim Radiu Vukovar jako spiker, kiedy zaś w Chorwacji wybuchła wojna w 1991 roku, był redaktorem radia i reporterem wojennym. 4 listopada 1991 roku (w dniu 31. urodzin) w drodze do vukowarskiego szpitala, gdzie miał zebrać informacje do raportu, Glavašević został zraniony odłamkiem granatu. Wieczorem 18 listopada jako pacjent wysłał ostatni raport ze szpitala. Później ślad po nim zaginął.

### Śmierć
19 listopada 1991 roku, po kapitulacji Vukovaru Glavašević został wywieziony na pobliską farmę Ovčara, gdzie 20 listopada 1991 roku został zamordowany i pochowany w zbiorowej mogile wraz z około 200 innymi pacjentami vukovarskiego szpitala. Zbrodnia ta, znana jako „masakra na Ovčarze” (chorw. Masakr na Ovčari), została odkryta pod koniec 1992 roku. Do czasu rozpoczęcia ekshumacji w 1996 roku, siły UNPROFOR-u zabezpieczały miejsce egzekucji.
Podejrzewa się, że Glavašević i Polovina zostali zabici jako jedni z pierwszych, ponieważ ich ciała znajdowały się na dnie masowego grobu. Obaj zostali wymienieni w kampanii organizacji Amnesty International, trwającej w latach 1993–1994, dotyczącej zaginięć oraz zabójstw politycznych (ang. Campaign Against Disappearances and Political Killings).
W lutym 1997 roku został ekshumowany i zidentyfikowany na farmie Ovčara, położonej na południe od Vukovaru. 14 marca tego samego roku odbył się jego pogrzeb. Glavašević został pochowany w Zagrzebiu na cmentarzu Mirogoj obok przyjaciela i współpracownika Branimira Poloviny, który między innymi montował jego ostatni raport z Vukovaru.

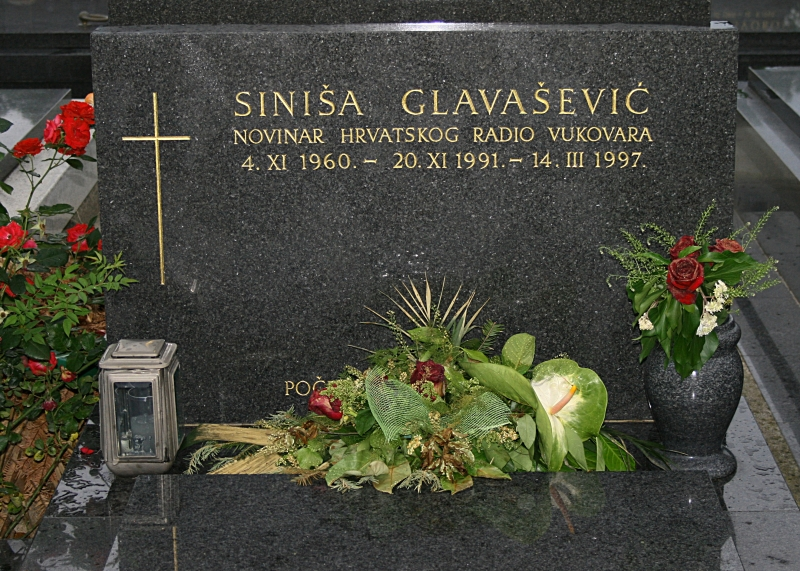
Grób Sinišy Glavaševicia na zagrzebskim cmentarzu Mirogoj

### Życie prywatne
27 lipca 1984 roku ożenił się z Majdą Glavašević, z którą miał syna Bojana (Bojan Glavašević jest obecnie posłem w chorwackim parlamencie).

## Opowieści z Vukovaru(chorw.Priče iz Vukovara)
Podczas oblężenia Vukovaru Glavašević pisał nie tylko raporty wojenne, ale także prowadził prywatne notatki o swoim doświadczeniu wojny i wspomnieniach z rodzinnego miasta. Owocem jego pracy były 24 krótkie opowiadania, znane później jako Opowieści z Vukovaru (chorw. Priče iz Vukovara), które 12 listopada 1991 roku dziennikarz wysłał faksem ze szpitalnej piwnicy do Zagrzebia, do Mladena Kušeca, pisarza i ówczesnego redaktora Chorwackiego Radia. Niedługo potem w programie Chorwackiego Radia pojawiła się wieczorna audycja, w której każdego dnia można było usłyszeć jedno opowiadanie Glavaševicia. Tydzień później vukowarski dziennikarz zginął.
Opowieści z Vukovaru to zbiór ciepłych opowiadań o podstawowych ludzkich wartościach, a zarazem mocna krytyka wojny, która według ich autora jest rzeczą „najstraszniejszą i najbardziej zgubną dla ludzkości” (chorw. nešto najstrašnije i najpogubnije za čovječanstvo). To również jedyna znana próba literacka Sinišy Glavaševicia.
W marcu 1992 roku Matica hrvatska wydała pośmiertnie Opowieści z Vukovaru. Kolejne wydania Maticy pojawiły się w latach: 2001 (drugie wydanie), 2007 (trzecie wydanie), 2019 (czwarte wydanie) i 2021 (piąte wydanie w 30. rocznicę upadku Vukovaru). Wszystkie zostały wydane w bibliotece Nadzwyczajne wydania (chorw. Posebna izdanja). W 2009 roku Opowieści z Vukovaru wydał również Oddział Macierzy Chorwackiej w Vukovarze (chorw. Ogranak Matice hrvatske u Vukovaru), a w 2011 roku (w dwudziestą rocznicę śmierci Glavaševicia) książkę można było kupić nawet w kiosku dzięki wydaniu 24sata (pol. 24godziny).
W 1993 roku Julijana Rusić przetłumaczyła opowiadania na język esperanto pod tytułem Rakontoj el Vukovar. Trzynaście lat później zrobiła to ponownie Lucija Borčić. W 1994 roku Opowieści z Vukovaru ukazały się także w języku niemieckim jako Geschichten aus Vukovar, a w 2011 roku dzieło doczekało się angielskiego tłumaczenia (tytuł angielski: Stories from Vukovar), którego dokonała Tamara Budimir.
W 2001 roku do drugiego wydania Macierzy Chorwackiej dołączona została płyta CD z nagraniami opowiadań w wykonaniu aktora Božidara Alicia.
Chorwacki aktor, Pere Eranović na podstawie Opowieści z Vukovaru napisał monodram, którego premiera odbyła się 14 listopada 2015 roku w Chorwackim Teatrze Narodowym w Splicie.

## Zatrzymany głos(chorw.Zaustavljeni glas)
W 2010 roku Višnja Starešina nakręciła film dokumentalny pod tytułem Zatrzymany głos, opowiadający o Sinišy Glavaševiciu, o Chorwackim Radiu Vukovar i o dramacie mieszkańców oblężonego miasta. Film przedstawia również losy Branimira Poloviny oraz francuskiego ochotnika w chorwackiej wojnie lat dziewięćdziesiątych, Jeana-Michela Nicoliera, który również zginął na Ovčarze. Zatrzymany głos zdobył nagrodę publiczności za najlepszy film podczas 20. edycji festiwalu Dni Chorwackiego Filmu w 2011 roku oraz podczas Dni Filmu Ojczyźnianego w 2014 roku.

## Nagrody i upamiętnienie

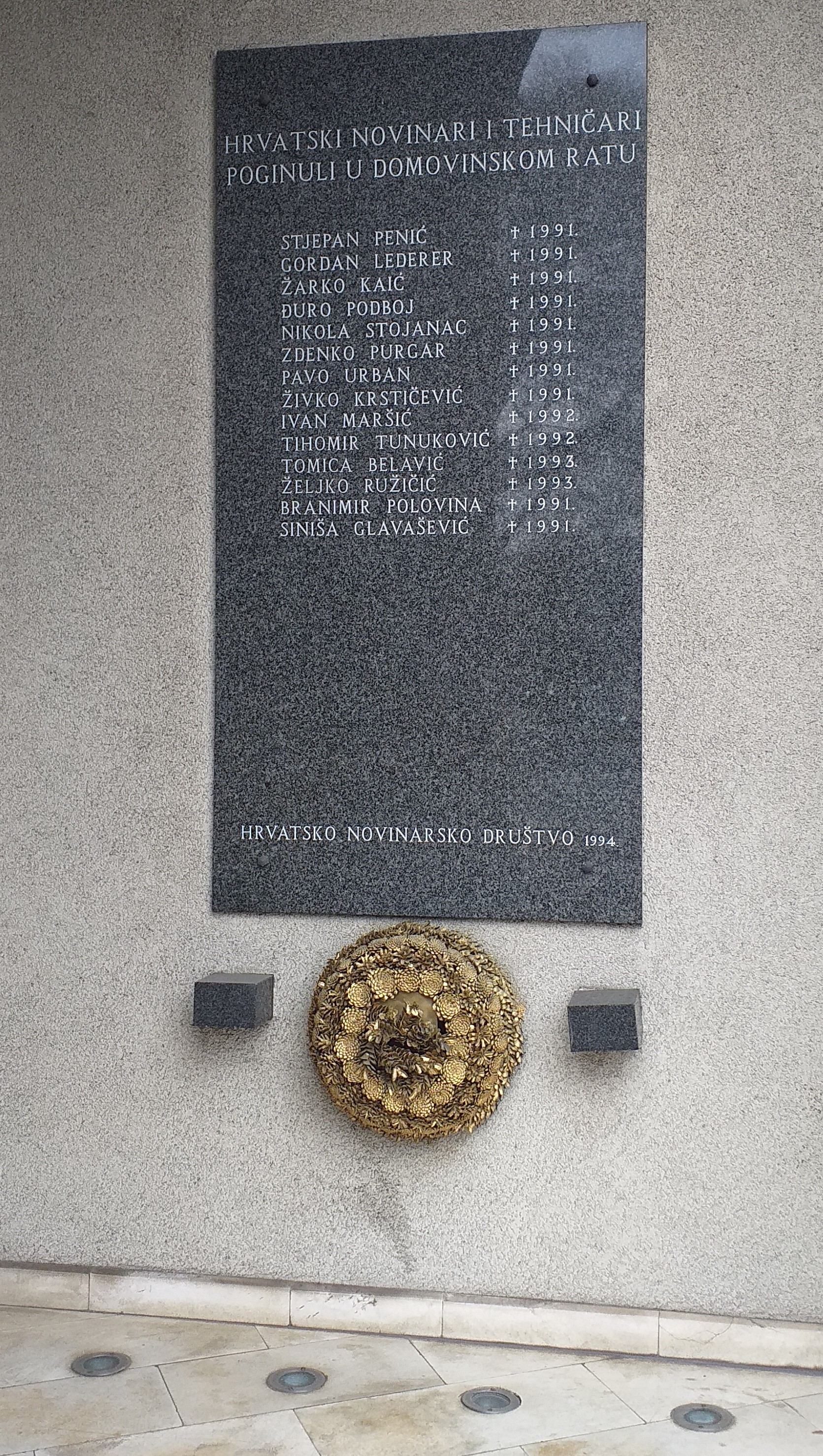
Tablica na ścianie Domu Dziennikarza w Zagrzebiu, upamiętniająca dziennikarzy i techników, którzy zginęli podczas chorwackiej wojny o niepodległość. Nazwisko Glavaševicia znajduje się na końcu listy, przed nim widnieje nazwisko przyjaciela i współpracownika, Branimira Poloviny

- W 2001 roku Siniša Glavašević pośmiertnie otrzymał Nagrodę im. Luki Brajnovicia – chorwackiego dziennikarza, pisarza i poety – którą od 1997 roku przyznaje Wydział Komunikacji Uniwersytetu Nawarry w hiszpańskiej Pampelunie osobom związanym z prasą, radiem, kinem, reklamą i telewizją za „stawanie w obronie ludzkiej godności i podstawowych wartości, takich jak wolność, tolerancja i solidarność”[20].
- Od 2006 roku w ramach obchodów Dnia Pamięci o Ofiarach Vukovaru odbywają się spotkania dziennikarsko-literackie pod tytułem Miasto – to wy! (chorw. Grad – to ste vi!), poświęcone postaci vukowarskiego dziennikarza. Tytuł spotkań pochodzi z jednego z opowiadań Glavaševicia, zatytułowanego Opowieść o mieście (chorw. Priča o gradu)[21].
- 5 listopada 2007 roku Piąta Szkoła Podstawowa w Vukovarze (chorw. Peta osnovna škola) została przemianowana na Szkołę Podstawową im. Sinišy Glavaševića (chorw. Osnovna škola Siniše Glavaševića)[22].
- Popiersia Glavaševicia znajdują się przed budynkiem Szkoły Podstawowej im. Sinišy Glavaševića w Vukovarze oraz w budynku Chorwackiego Radia Vukovar[23][24].
- Glavašević pośmiertnie został odznaczony Orderem Księcia Domagoja (chorw. Red kneza Domagoja s ogrlicom) za bohaterstwo i odwagę podczas obrony Vukovaru jesienią 1991 roku. Odznaczenie przyjął jego syn Bojan 15 listopada 2011 roku[25].
- W 2012 roku jedna z zagrzebskich ulic w dzielnicy Peščenica-Žitnjak została nazwana imieniem dziennikarza (Ulica Siniše Glavaševića)[26].
- Od 1994 roku na ścianie Domu Dziennikarza (chorw. Novinarski dom) w Zagrzebiu znajduje się tablica upamiętniająca dziennikarzy, kamerzystów i techników, którzy zginęli podczas chorwackiej wojny o niepodległość[27]. Na końcu listy znajduje się nazwisko Glavaševicia.
- Murale z podobizną Sinišy Glavaševicia znajdują się w Puli i Splicie. W 2019 roku kolejny mural pojawił się w Vukovarze[28][29][30].